# Adenopterus bouensis
Adenopterus bouensis är en insektsart som först beskrevs av Otte, D. 1987.  Adenopterus bouensis ingår i släktet Adenopterus och familjen syrsor. Inga underarter finns listade i Catalogue of Life.